# Nelfinavir
Nelfinavir è un farmaco ad attività antiretrovirale appartenente alla classe degli inibitori delle proteasi. Il farmaco è utilizzato nel trattamento del virus dell'immunodeficienza umana (HIV-1). Nelfinavir come altri inibitori delle proteasi è generalmente utilizzato in combinazione con altri farmaci antiretrovirali, ad esempio inibitori della trascrittasi inversa. In Italia il farmaco è venduto dalla società farmaceutica Roche con il nome di Viracept nella forma farmaceutica di compresse.

## Storia
Nelfinavir è stato sviluppato dalla società farmaceutica Agouron Pharmaceuticals di La Jolla, in California in collaborazione con la divisione farmaceutica della Japan Tobacco Inc. a seguito di un'alleanza tra le due società risalente al marzo 1994. Nel settembre 1995 l'Agouron ricevette dalla divisione farmaceutica della Japan Tobacco Inc. la cifra di 24 milioni di dollari americani come pagamento per i progressi raggiunti nella sperimentazione del farmaco anti-AIDS denominato AG1343. Il valore delle azioni Agouron triplicò alla luce dei favorevoli risultati degli studi clinici su AG1343.

Nel 1998 Agouron Pharmaceuticals fu venduta alla Warner Lambert che poi si è fusa con la Pfizer.
Durante gli ultimi mesi del 2006 e all'inizio del 2007 Roche rilevò la presenza di formazione di impurità in fase di produzione del farmaco. Nel maggio 2007 alcuni pazienti riferirono di un odore sgradevole durante l'assunzione. Fu presto chiaro che il problema della contaminazione era serio. Il farmaco fu richiamato dal mercato europeo il 6 giugno 2007. Il richiamo fu dovuto alla presenza di un'impurità nota come mesilato di etile, chiamato anche etil-metan-solfonato (EMS).
L'etil metansolfonato è un potenziale cancerogeno per l'uomo. I dati di studi su animali indicano inoltre che EMS è teratogeno, mutageno e cancerogeno.

L'indagine dell'agenzia del farmaco europea permise di comprendere che i lotti contaminati di compresse di Viracept erano stati distribuiti in tutto il mondo per un totale di 29 paesi, di cui sei all'interno dell'Unione europea (Francia, Germania, Italia, Portogallo, Spagna e Regno Unito). Fu stimato che tra i 20.000 ed i 25.000 pazienti furono esposti ad EMS nel periodo tra marzo e giugno 2007. Gli USA, il Canada ed il Giappone non furono interessati dal provvedimento poiché in questi paesi era Pfizer e non Roche a produrre e commercializzare nelfinavir. EMEA informò il pubblico tramite un comunicato stampa in cui riferiva della contaminazione, definita di difficile valutazione e che richiedeva ulteriori valutazioni. Da qui l'invito ai pazienti a rivolgersi immediatamente al proprio medico. L'autorizzazione al commercio di Viracept fu sospesa solo il 7 agosto 2007.
Pur essendo stati superati i livelli ammissibili di etil-metan-solfato di oltre 1000 volte gli studi tossicologici conclusero che i pazienti non erano stati esposti ad alcun rischio sanitario. La crisi finì ufficialmente solo a settembre 2007 e Roche ne informò il pubblico. Il 19 ottobre 2007 la licenza al commercio europea venne ripristinata.
Pfizer per il mercato del Nord America nel settembre 2007 inviò una lettera "Dear Healthcare Professional" (simile alle "Dear Doctor Letter" inviate dalla farmacovigilanza italiana) per informare gli operatori sanitari sulla contaminazione da etil metansolfonato. In tale informativa FDA e Pfizer concordavano sul fatto che il rapporto rischio-beneficio rimaneva favorevole e che i pazienti potevano continuare a ricevere Viracept.

## Farmacodinamica
La proteasi del virus HIV è un enzima che opera specifici 'tagli' sulle proteine precursori del virus segmentandole in proteine di dimensioni minori. Il processo di taglio (clivaggio) si verifica mentre i virioni gemmano dalle cellule infettate, ed è essenziale sia per una corretta replicazione del virus all'interno della cellula, che per il rilascio di particella virali mature.
Nelfinavir si lega reversibilmente al sito attivo della proteasi di HIV-1 ed HIV-2 e bloccando la segmentazione delle poliproteine precursori porta alla generazione di particelle virali immature e non in grado di diffondere l'infezione a nuove cellule. Nelfinavir ha un'attività additiva e sinergica contro HIV quando utilizzato in combinazione con altri inibitori della transcriptasi inversa come zidovudina, lamivudina, didanosina, zalcitabina e stavudina, senza che ciò determini un aumento della citotossicità.

## Farmacocinetica
Dopo somministrazione orale di una singola dose orale di 500 mg a stomaco pieno, le concentrazioni plasmatiche massime di nelfinavir vengono raggiunte in circa 2,5 ore. Non esistono studi che abbiano determinato la biodisponibilità assoluta del farmaco. Nell'organismo nelfinavir viene metabolizzato ad opera di molteplici isoforme del citocromo P-450 (tra cui CYP3A, CYP2C19/C9 e CYP2D6). L´emivita terminale appare essere mediamente di 3,5 - 5 ore. L'eliminazione del farmaco avviene prevalentemente con le feci, dove è riscontrabile la maggior parte di una dose assunta oralmente (87% circa). Solo una minima parte del farmaco (circa l'1%) viene eliminata con le urine, in grande maggioranza in forma immodificata.

## Usi clinici
Nelfinavir è indicato nel trattamento di soggetti adulti, adolescenti e bambini di età superiore ai due anni infettati dal virus dell´immunodeficienza umana (HIV-1), in associazione con altri antiretrovirali e come parte di un potente regime antiretrovirale. Quando è utilizzato in questo modo il 50%-75% dei pazienti che sono naive alla terapia antiretrovirale raggiungono livelli plasmatici di HIV RNA al di sotto del limite di rintracciabilità (<400 copie) dopo un anno di terapia.

Nelfinavir può essere utilizzato anche in soggetti in precedenza trattati e scarsamente rispondenti ad altri inibitori della proteasi. La scelta del tipo di terapia antiretrovirale deve basarsi sul rischio di progressione della malattia, tenendo conto delle concentrazioni di HIV RNA, della conta di cellule CD4+, della precedente risposta ed esperienza del paziente con altre terapie antiretrovirali e di farmaci e trattamenti concomitanti.
Nelfinavir può anche essere utilizzato dalle donne in gravidanza.

## Effetti collaterali ed indesiderati
In corso di terapia con nelfinavir la reazione indesiderata riportata con maggiore frequenza dai pazienti è stata la diarrea. Tale effetto si è presentato con intensità lieve o moderata in circa il 98% dei pazienti. La diarrea in genere può essere ben controllata con i farmaci che rallentano la peristalsi intestinale.
Altri effetti indesiderati che si manifestano con una certa frequenza sono la flatulenza, la nausea ed eruzioni cutanee.
Durante il trattamento alcuni pazienti presentano disturbi metabolici quali ipercolesterolemia, iperglicemia e lipodistrofia.
Sono stati segnalati anche aumento della creatinchinasi, diminuzione del numero di neutrofili, ed un aumento significativo di AST ed ALT, che in alcuni soggetti evolveva verso segni e sintomi clinici di epatite acuta. In ogni caso in una metanalisi del 2005 è stato evidenziato come nelfinavir non possieda un'epatotossicità superiore rispetto a quella di altri farmaci inibitori delle proteasi già in commercio.

## Controindicazioni
Il farmaco è controindicato nei soggetti con ipersensibilità nota al principio attivo.

È inoltre controindicato quando contemporaneamente siano assunti medicinali substrati del CYP3A4 (come per esempio terfenadina, astemizolo, cisapride, amiodarone, chinidina, triazolam ed altri).
Controindicate sono pure i prodotti a base di erbe contenenti l´erba di S.Giovanni (Hypericum perforatum) ed altri farmaci potenti induttori di CYP3A (come ad esempio il fenobarbitale e la carbamazepina): tali sostanze non devono essere usate in contemporanea a nelfinavir per la concreta possibilità di una riduzione delle concentrazioni plasmatiche e quindi dell´efficacia clinica di nelfinavir.

## Dosi terapeutiche
La terapia con nelfinavir è estremamente specialistica e deve essere iniziata e successivamente condotta da un infettivologo specializzato nella cura delle infezioni da HIV. Il trattamento degli adulti si esegue ad un dosaggio raccomandato di 1250 mg (equivalente a cinque compresse da 250 mg) due volte al giorno. In alternativa possono essere assunti 750 mg (equivalenti a tre compresse da 250 mg) tre volte al giorno. Le compresse compresse devono essere assunte per via orale e devono essere sempre ingerite con del cibo poiché ne viene migliorata la biodisponibilità.